# II. třída okresu Jindřichův Hradec 2003/2004
V soubojích fotbalové II. třídy okresu Jindřichův Hradec 2003/2004, jedné ze skupin 8. nejvyšší fotbalové soutěže, se utkalo 14 týmů dvoukolovým systémem podzim – jaro. Tento ročník skončil v červnu 2004. Postup do I. B třídy Jihočeského kraje 2004/2005 si zajistil vítězný tým TJ Sokol Stráž nad Nežárkou, do III. třídy okresu Jindřichův Hradec 2004/2005 sestoupily poslední 3 týmy TJ Rapid Lásenice, TJ Slovan Břilice a TJ Jiskra Chlum u Třeboně „B“.

## Výsledná tabulka
| Poř. | Tým                                  | Z  | V  | R | P  | VG | OG | B  |
| ---- | ------------------------------------ | -- | -- | - | -- | -- | -- | -- |
| 1.   | TJ Sokol Stráž nad Nežárkou          | 26 | 18 | 3 | 5  | 84 | 31 | 57 |
| 2.   | SK Popelín 1932                      | 26 | 15 | 4 | 7  | 55 | 34 | 49 |
| 3.   | FK Třebětice                         | 26 | 15 | 3 | 8  | 66 | 62 | 48 |
| 4.   | SK Sokol Horní Pěna                  | 26 | 13 | 8 | 5  | 50 | 28 | 47 |
| 5.   | TJ Sokol Český Rudolec               | 26 | 14 | 4 | 8  | 61 | 37 | 46 |
| 6.   | TJ Sokol Staré Město pod Landštejnem | 26 | 11 | 9 | 6  | 54 | 40 | 42 |
| 7.   | Sokol Suchdol nad Lužnicí „B“        | 26 | 10 | 6 | 10 | 47 | 48 | 36 |
| 8.   | TJ Sokol Jarošov nad Nežárkou        | 26 | 9  | 7 | 10 | 48 | 53 | 34 |
| 9.   | SK Horní Žďár                        | 26 | 8  | 8 | 10 | 45 | 52 | 32 |
| 10.  | JZD Peč                              | 26 | 7  | 8 | 11 | 46 | 43 | 29 |
| 11.  | FK Stará Hlína                       | 26 | 8  | 5 | 13 | 30 | 56 | 29 |
| 12.  | TJ Rapid Lásenice                    | 26 | 8  | 2 | 16 | 33 | 60 | 26 |
| 13.  | TJ Slovan Břilice                    | 26 | 5  | 5 | 16 | 38 | 70 | 20 |
| 14.  | TJ Jiskra Chlum u Třeboně „B“        | 26 | 3  | 4 | 19 | 25 | 88 | 13 |

Poznámky:
- Z = Odehrané zápasy; V = Vítězství; R = Remízy; P = Prohry; VG = Vstřelené góly; OG = Obdržené góly; B = Body; (S) = Mužstvo sestoupivší z vyšší soutěže; (N) = Mužstvo postoupivší z nižší soutěže (nováček)

|  | Postup do I. B třídy Jihočeského kraje 2004/2005        |
|  | Sestup do III. třídy okresu Jindřichův Hradec 2004/2005 |